# Magda Isanos
 (avril 2023).
Magda Isanos (17 avril 1916 à Iași - 17 novembre 1944 à Bucarest) est une poétesse roumaine.

## Biographie
Magda Isanos naît à Iași dans une famille de médecins : ses parents, Mihail Isanos et sa femme Elisabeta (née Bălan), travaillent à l'hôpital psychiatrique Costiugeni situé près de Chișinău. Elle a une sœur nommée Elisabeta. Magda étudie au lycée diocésain de Chișinău, puis à la faculté de droit de l'université de Iași où elle entre en 1934. Elle y fréquente des sociétés étudiantes plutôt de gauche. Une fois diplômée, Isanos exerce brièvement comme avocate à Iași.
Isanos publie pour la première fois en 1932, dans le magazine Licurici . Son travail paraît ensuite dans les revues Însemnări ieșene, Iașul, Jurnalul literar, Viața Basarabiei, Pagini basarabene, Vremea, Cuget moldovenesc, Revista Fundațiilor Regale et Viața Românească.
En 1938, elle épouse l'écrivain Eusebiu Camilar (ro), ;  le couple donne naissance à Elisabeta Isanos (ro) en 1941.
Magda Isanos meurt à Bucarest à 28 ans le 17 novembre 1944, des suites de la poliomyélite qu’elle avait contractée enfant. 

## Œuvre
Ses derniers poèmes (Poezii, 1943) oscillent entre désespoir et euphorie. Sa poésie a été rassemblée dans des anthologies posthumes : Țara luminii (1946), Poezii (1947), Versuri (1955), Versuri (1964), Poezii (1974). Elle a reçu le premier prix d'Editura Fundației Regale pentru Literatură și Artă pour son drame en quatre actes Focurile . Écrite en collaboration avec son mari, la pièce est publiée à titre posthume en 1945.